# Arrigo Padovan
Arrigo Padovan (Castelbaldo, 16 de junio de 1927 – 4 de enero de 2025) fue un ciclista italiano, denominado La freccia dei Pirenei, que fue profesional entre 1951 y 1962. Durante su carrera como profesional consiguió 12 victorias, entre las cuales destacan tres etapas del Giro de Italia y dos del Tour de Francia.

## Palmarés
- 1950
  - 1.º en la Coppa Caivano
- 1951
  - 1.º en el Gran Premio de la Industria y el Comercio de Prato
  - Vencedor de una etapa del Giro de las Dolomites
- 1952
  - 1.º en el Gran Premio de la Industria de Belmonte-Piceno
  - 1.º en la Bolzano-Trento
  - Vencedor de una etapa del Gran Premio del Mediterráneo
- 1955
  - 1.º en el Giro de Toscana
  - Vencedor de una etapa de la Vuelta a Suiza
- 1956
  - Vencedor de una etapa al Tour de Francia
  - Vencedor de una etapa al Giro de Italia
- 1958
  - Vencedor de una etapa al Tour de Francia
- 1959
  - Vencedor de una etapa al Giro de Italia
- 1960
  - Vencedor de una etapa al Giro de Italia

### Resultados al Tour de Francia
- 1956. 26.º de la clasificación general. Vencedor de una etapa
- 1957. 20.º de la clasificación general
- 1958. 45.º de la clasificación general. Vencedor de una etapa
- 1959. 52.º de la clasificación general

### Resultados al Giro de Italia
- 1951. 8.º de la clasificación general. Vencedor de una etapa. 1r de los Independientes
- 1956. Vencedor de una etapa
- 1959. Vencedor de una etapa
- 1960. 83.º de la clasificación general. Vencedor de una etapa

### Resultados a la Vuelta a España
- Vuelta en España. 19.º de la clasificación general